# Kiss Rezső (tanár)
Kiss Rezső, Kiss Rudolf (Ürmény, 1838. április 16. (keresztelés) – 1915. június) állami főreáliskolai tanár.

## Életútja
Nemes Kiss János szabómester és Tóth Terézia fiaként született. Mint II. jeles tanuló 1858-ban a katonai szolgálat alól fölmentetvén, a nagyszombati érseki líceumban, majd a budapesti egyetemen végezte tanulmányait. Mint egyetemi hallgató felelős szerkesztője volt az akkor Budapesten megjelent Esztergomi Újságnak. 1873-ban nyert tanári oklevelet; az 1870-ben megnyílt nagykállói reáliskolában alkalmazták mint tanárt és ekkortól fogva ott tanította a magyar és latin nyelvet. 1893-ban elvégezte a Budán rendezett görögpótló tanfolyamot. 39 éven át ernyedetlen buzgósággal szolgálta a tanügyet, az 1906-07-es a tanév elejétől saját kérelmére szabadságoltatott, majd pedig nyugdíjaztatott. Őre volt a nagykállói főreáliskola ifjúsági könyvtárának, s vezetője az önképző körnek. 
Cikkei a Magyarország és Nagyvilágban (1880. Egy avar monda francziául, Adalékok Deák Ferencz életéhez, Szenczi Molnár Albert életéhez, Toldy István mint versíró, Szentkirályi Móricz levele Fénszaru főbirájához, Jászberény, 1848. júl. 7.), a Figyelőben (XIV. 1883. Gaal József Szirmay Ilonája, Magyar írói álnevek), a Fővárosi Lapokban (1884. Arany János kitüntetése, 1887. Trefort íróságnak félszázada). Programmértekezései a nagykállói főreáliskola Értesítőjében (1878. Pótlék nemzeti irodalmunk történetéhez, 1881. A méh, 1882. Néhány germanismusunk kútforrása Lessingnél, 1883. Adalék Szabolcsmegye mívelődésének történetéhez, 1885. Királydal, költemény); a Nyirvidéknek is munkatársa volt.
Virág Sándor c. népszínművét 1897. szeptember 23-án adták Nagyváradon és abból mutatványt közölt a Tiszántúl (219. sz.).